# L'ultimo baluardo
L'ultimo baluardo (Sharpe's Escape  è un romanzo storico di Bernard Cornwell, pubblicato nel 2005 ed è ambientato nel 1810, durante il periodo delle guerre napoleoniche. È il decimo episodio della serie Le avventure di Richard Sharpe.
Il libro è stato tradotto in ungherese, spagnolo, tedesco, russo e italiano; in lingua originale le riedizioni sono state molto numerose.

## Trama
La trama del libro è divisa in due sezioni. Da un lato c'è l'ordinato ripiegamento verso Lisbona delle forze inglesi, capitanate da Sir Arthur Wellesley, Lord Wellington, e messe in fuga dall'Armée du Portugal del generale Andrea Massena. Dall'altra, la battaglia personale tra il capitano Richard Sharpe del 95º reggimento Fucilieri del battaglione South Essex, e i due fratelli portoghesi Pedro e Luis Ferreira, l'uno maggiore dell'esercito portoghese, l'altro spietato criminale conosciuto con il nome di Ferragus. Sharpe si ritrova inoltre suo malgrado affiancato dal neo promosso tenente Slingsby, cognato del colonnello Lawford, provando subito una fortissima antipatia nei suoi confronti.
La scena d'apertura del libro è situata nei pressi di una stazione del telegrafo, una delle tante novità introdotte da poco nello scenario delle guerre napoleoniche. Durante un controllo di routine Sharpe si imbatte nel maggiore Ferreira e in suo fratello Ferragus, due traditori che si trovano lì per vendere di nascosto ai francesi cibo e materiale bellico immagazzinati in un granaio. Avendo ricevuto l'ordine di fare terra bruciata davanti ai Francesi, Sharpe dà fuoco al granaio, non prima d'aver messo fuori combattimento Ferragus, il quale gli giura vendetta.
In seguito l'azione si sposta sui monti, dove l'esercito inglese si scontra con quello francese. Terminata la Battaglia del Buçaco, Sharpe, rimosso dal comando della compagnia e incaricato della fureria dopo l'ennesima lite con Slingsby, riceve l'ordine di recarsi insieme all'inseparabile sergente Harper a Coimbra, per preparare gli alloggi degli ufficiali del suo battaglione. L'esercito inglese si sta infatti ritirando dalla Serra a Coimbra, per poi ripiegare su Lisbona, che sarà protetta dalle Linee di Torres Vedras. Al gruppo si unisce il capitano Jorge Vicente dell'esercito portoghese, amico di Sharpe sin dal 1809 (Sharpe all'attacco).
Una volta in città l'eroe ha modo di salvare da Ferragus Sarah Fry, l'istitutrice inglese dei figli di Ferreira, che si unisce ai tre. Imbestialito, Ferragus tende una trappola a Sharpe: gli fa sapere per vie traverse l'ubicazione di un enorme magazzino di cibarie destinate ai francesi, e Sharpe subito vi si reca per requisirlo e distruggerle. Recatosi sul posto il gruppo rimane vittima di un agguato e non trova altra soluzione che nascondersi in una cella sotterranea. L'autore non perde l'occasione di descriverci con gli occhi di Sharpe uno dei capitoli più bui dell'occupazione francese del Portogallo: il sacco di Coimbra.
Riuscito a fuggire dalla cella attraverso le fogne della città, Sharpe e i suoi si ritrovano in una Coimbra occupata dai Francesi, determinati a fuggire per riunirsi all'esercito inglese ed allo stesso tempo a scovare Ferragus e i suoi per vendicarsi. Sulla via del ritorno alle proprie linee, il gruppo si ritrova coinvolto in un'aspra scaramuccia tra il 95º fucilieri, ora comandato dall'inesperto Slingsby, e un battaglione di volteggiatori francesi. Catturati il maggiore Ferreira e Ferragus, che ingannando gli inglesi erano riusciti ad unirsi alla compagnia comandata da Slingsby, Sharpe riprende il comando della sua compagnia, salvando al contempo tutto il suo battaglione dall'attacco francese.

## Personaggi
- Capitano Richard Sharpe, protagonista.
- Sergente Patrick Harper, braccio destro di Sharpe.
- Tenente Slingsby, cognato del Colonnello Lawford del South Essex.
- Maggiore Luis Ferreira, ufficiale e spia dei Portoghesi.
- Pedro Ferreira detto Ferragus, criminale, contrabbandiere e schiavista
- Sarah Fry, damigella inglese e governante dei Ferreira
- Miguel, tuttofare dei Ferreira
- André Masséna, comandante dell'Armée de Portugal
- Sir Arthur Wellesley, duca di Wellington, comandante dell'esercito inglese in Portogallo.

## Edizioni in italiano
- Bernard Cornwell, L'ultimo baluardo traduzione di Donatella Cerutti Pini, Milano, Longanesi, 2013. ISBN 978-88-304-3431-8.
- Bernard Cornwell, L'ultimo baluardo: romanzo, traduzione di Donatella Cerutti Pini, Milano: TEA, 2014